# Ufficio per il trasferimento tecnologico
Gli uffici di trasferimento tecnologico sono strutture attive presso università ed enti di ricerca, che hanno come finalità la valorizzazione in chiave economica dei risultati della ricerca scientifica e tecnologica conseguiti nelle relative organizzazioni di appartenenza.
Gli uffici di trasferimento tecnologico sono spesso noti anche come ILO (Industrial Liaison Office) e TTO (Technology Transfer Office).  

## Attività
Le attività che competono ad un ufficio di trasferimento tecnologico riguardano principalmente:
- servizi di brevettazione e connessi, articolati in: 
  - monitoraggio dell'attività di ricerca;
  - valutazione del potenziale di mercato dei risultati di ricerca
  - valorizzazione dell'invenzione (supporto al project management e al project financing per le fasi di prototipazione e ingegnerizzazione, ecc.);
  - deposito di domande di brevetto;
  - ricerca di partner per lo sfruttamento commerciale dei brevetti;
  - supporto tecnico nella definizione dei contratti e gestione della proprietà intellettuale;
  - amministrazione;
  - controllo e monitoraggio dei progetti;
- servizi per la creazione di nuove imprese ad elevato contenuto tecnologico (spin-off) e connessi, articolati in:
  - predisposizione di percorsi di formazione imprenditoriale;
  - supporto alla valutazione del potenziale di mercato dell'iniziativa
  - definizione e stesura del business plan;
  - gestione e coordinamento delle attività di incubatore di impresa;
  - supporto al reperimento del capitale di rischio (venture capital);
  - amministrazione e controllo quote universitarie;
- servizi di informazione alle imprese, articolati in: 
  - attività di identificazione di tematiche di ricerca applicata/partners industriali con connesso supporto al project management al project financing;
  - aggiornamento costante delle imprese sui progetti realizzati, in corso di realizzazione e potenzialmente attivabili;
  - attivazione di canali comunicazione con associazioni di categoria ed enti pubblici presenti sul territorio.